# Burg Lemberg

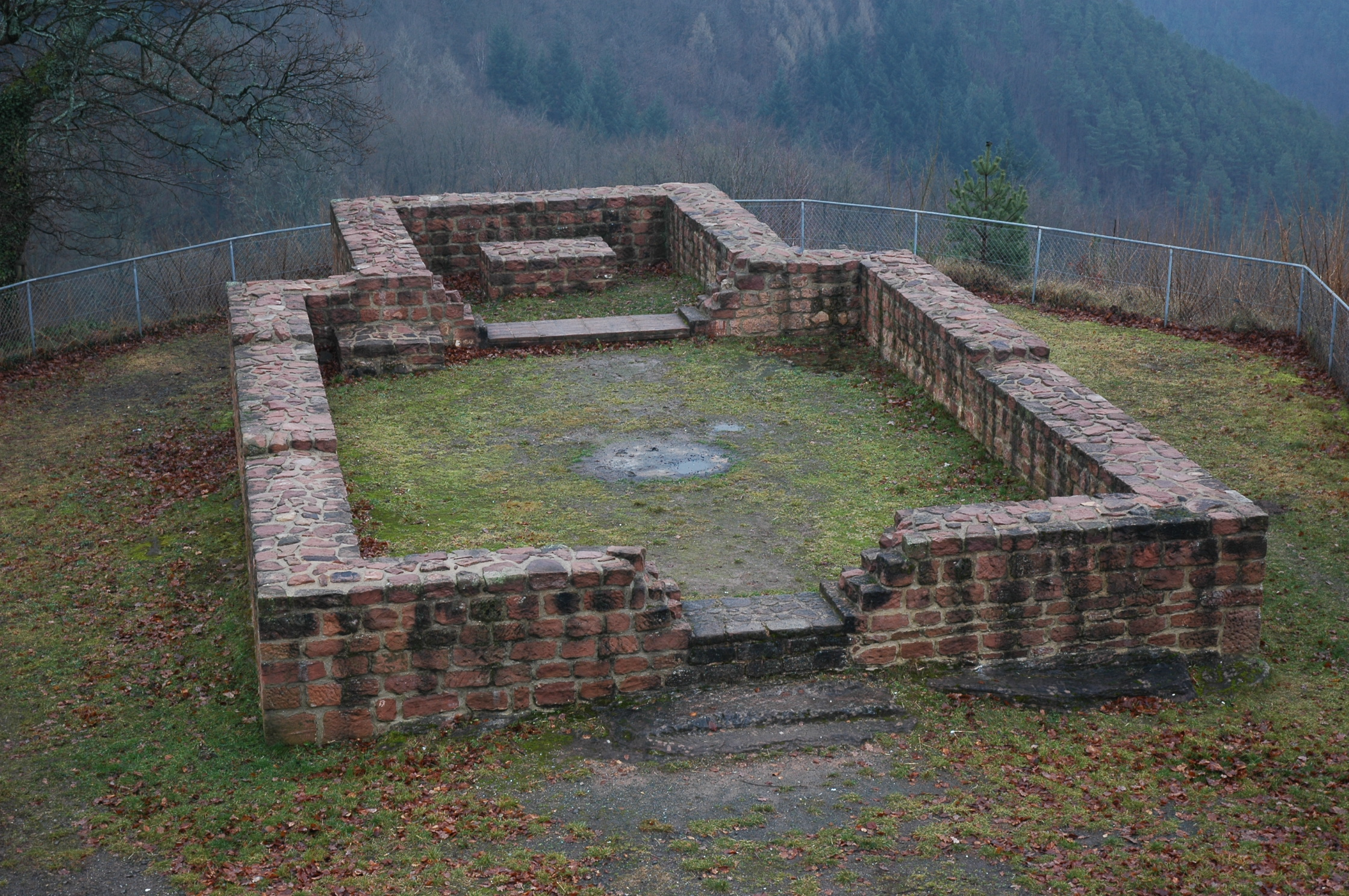
Die Burgkapelle

Die Burg Lemberg ist eine mittelalterliche Burg auf der Gemarkung der Gemeinde Lemberg im Landkreis Südwestpfalz in Rheinland-Pfalz.

## Lage
Die Höhenburg liegt auf dem Schloßberg in 458 m Höhe und beherbergt neben einem Burgeninformationszentrum für Pfalz und Nordvogesen eine vom Pfälzerwald-Verein erbaute Burgschänke. Ihre exponierte Lage erlaubt einen weiten Ausblick über Lemberg und die umliegenden, bewaldeten Hügel des Wasgau.

## Geschichte
Im Jahr 1198 übergibt der Abt des Klosters Hornbach dem Grafen Heinrich I. von Zweibrücken den Gutinberc und den Ruprehtisberc, auf dem die Zweibrücker Grafen die Burg Lemberg und die Vorburg Ruppertstein erbauen. Als Erbauungszeit wird die Zeit um 1200 angenommen. Die erste namentliche Erwähnung des „Castrum Lewenberc“ datiert auf 1230. Neben anderen Mauerresten sind die Fundamente einer Kapelle auf dem Schloßberg erhalten. Sie wurde 1502 erwähnt, gefundene Münzen und Scherben weisen jedoch in die zweite Hälfte des 13. Jahrhunderts zurück.
Erster bekannter Burgmann war Gozo von Lemberg, der im Jahr 1269 Erwähnung findet.
1333 fällt die Burg an den Grafen Simon I., Sohn des Eberhardt von Zweibrücken-Bitsch. Von 1535 bis 1541 residiert deren Nachkomme Graf Jakob von Zweibrücken-Bitsch auf der Burg und gestaltet sie zum Renaissance-Schloss aus. Nach seinem Tod im Jahr 1570 entbrennt ein Erbfolgestreit, dem der Lehnsherr der Burg, Herzog Karl III. von Lothringen durch die Besetzung der Burg durch eigene Truppen 1572 ein Ende bereitet. 1606 einigt er sich mit Graf Johann Reinhard I. von Hanau-Lichtenberg, dem Enkel Jakobs, der das Amt Lemberg bekommt, während Karl III. die Herrschaft Bitsch behält.
Burg und Ort werden während des Dreißigjährigen Krieges von 1634 bis 1635 besetzt und geplündert. 1636 wird die Burg niedergebrannt und danach nur notdürftig wiederhergestellt.
1688 beginnt Ludwig XIV. von Frankreich den Pfälzischen Erbfolgekrieg. Er beruft sich auf das Erbrecht seiner Schwägerin, Lieselotte von der Pfalz. Hintergrund sind seine Expansionspläne, gegen die sich jedoch ein Bündnis aus deutschem Kaiser, Reichsfürsten, Spanien und England formiert. Angesichts der Übermacht befiehlt Ludwig XIV., die Pfalz niederzubrennen. Vermutlich im Oktober 1689 schleifen französische Truppen die Burg und tragen sogar den Bergfried ab.
Danach trägt der Standort keine militärische Bedeutung mehr. Die Mauerreste verfallen weiter, verwendbare Steine werden abtransportiert und für andere Zwecke verwendet, so etwa um 1746 zum Neubau einer Dorfkirche. Seit dem 20. Jahrhundert hat die Burg touristische Bedeutung als Ausflugsziel. 1953 renoviert der Pfälzerwald-Verein Lemberg die Burg und richtet eine Burgschänke ein; seit 2001 dient ein moderner Anbau als Burgen-Informationszentrum und für Mittelalter-Veranstaltungen.

## Anlage
Eine Besonderheit der Burg Lemberg ist die Schachtzisterne, auch, nicht ganz korrekt, als Brunnenschacht bezeichnet. Nach 94,80 Metern waren die Brunnengräber noch immer nicht auf Grundwasser gestoßen. Deshalb wurde der Schacht zur Zisterne umfunktioniert und vom Berghang ein fast waagerechter Stollen auf den Schacht zugetrieben. In ca. 60 Metern Tiefe trifft der Stollen nach fast 200 Metern Länge auf den Schacht. Eine Quelle am Burghang füllte über den Stollen den Schacht, der somit den gewünschten Wasservorrat enthielt. Sämtliche Arbeiten wurden mit Hammer und Meißel ausgeführt. Bemerkenswert ist auch der Umstand, dass der Stollen den Schacht überhaupt traf. Der Schacht erwies sich in mehreren Ausgrabungskampagnen in den 1990er Jahren als archäologische Fundstätte, vor allem für die Zeit der Zerstörung der Burg im 17. Jahrhundert.

## Amt Lemberg
Das Amt Lemberg umfasste einige Dörfer im heutigen Lothringen, lag aber überwiegend im heutigen Rheinland-Pfalz. Dazu zählten dort die Stadt Pirmasens sowie 24 Ortschaften.